# Sophie-Angélique de Wurtemberg-Œls
Sophie-Angélique de Wurtemberg-Œls (30 mai 1677 - 11 novembre 1700), est une duchesse de Wurtemberg-Œls par la naissance et par mariage duchesse de Saxe-Zeitz-Pegau-Neustadt.
Née en Bernstadt (maintenant appelé Bierutów), la capitale du Duché de Bernstadt en Silésie, elle est le cinquième des sept enfants du duc Christian-Ulrich Ier de Wurtemberg-Œls et de sa première épouse, Anne-Élisabeth d'Anhalt-Bernbourg, fille du prince Christian II d'Anhalt-Bernbourg.
Sa mère est morte à la suite de complications dans son dernier accouchement le 3 septembre 1680 et son père s'est remarié à trois reprises.

## Biographie
À Öls le 23 avril 1699, Sophie-Angélique épouse le prince Frédéric-Henri de Saxe-Pegau-Neustadt. Peu de temps après, il reçut de son frère aîné, Maurice-Guillaume de Saxe-Zeitz, les villes de Pegau et Neustadt comme Apanage. À partir de là, Frederick Henry pris le titre de duc de Saxe-Zeitz-Pegau-Neustadt.
Sophie-Angélique et son mari fixent leur résidence dans Pegau, où elle meurt âgé de 23 ans, après dix-neuf mois d'une union restée sans enfants. Elle est enterrée dans le Hallenkrypta de la cathédrale Saint-Pierre et Paul, Zeitz.